# Звёздный свет (Коты-Воители)
«Звёздный свет» — детский фантастический роман, четвёртая книга цикла «Новое пророчество», входящий в книжную серию «Коты-Воители». Она была издана в апреле 2006 года, а в России вышла в том же году.

## Аннотация
Четверо верных друзей-посланников привели племена котов на новое место. Покинув родные для них места, лесные племена прошли долгий и трудный путь, перенесли много страданий. Но дело ещё не закончено. Котам, успевшим за время пути сдружиться друг с другом, предстоит снова разделиться на четыре племени и выбрать для каждого место обитания. А главное, целителям нужно найти новое место для бесед со Звёздным племенем. Только после этого чужая земля сможет стать для котов-воителей настоящим домом.

## Сюжет
Племена нашли новый дом, и пока что они останавливаются все вместе в укромной лощине рядом с озером. Огнезвёзд производит Белочку в воительницы и дает ей имя Белка. Предводители посылают патрульных на разведку незнакомой местности. Им нужно найти подходящую территорию для всех племен и лагерь для каждого из них. В патруль идут Ежевика, Грач, Рыжинка и Невидимка. Белка напрашивается с ними.
В это время целители идут искать целебные травы и замечают остров на озере. Мотылинка загорается идеей сделать его местом для Советов и плывет туда. По возвращении она восхищенно описывает остров, но другие целители скептически отвечают, что другие племена, а также старики не смогут добираться до него.
Патрульные обследуют территории и последовательно находят подходящее место для каждого племени. Кроме того, они встречают агрессивных домашних кисок и вступают с ними в бой, но на защиту домашних встает их Двуногий, и воителям приходится бежать. Вернувшись, патрульные докладывают о находках. Белке не нравится, что Ежевика общается с Коршуном, и ссорится с ним из-за этого. Мотылинка рассказывает племенам об острове, а Коршун предлагает устроить там лагерь Речного племени. Невидимка не согласна с ним, и завязывается спор. Пятнистая Звезда останавливает их и позволяет Коршуну отправиться на разведку острова. Племена договариваются встретиться для следующего Совета на том же месте, где они находятся сейчас.
Ночью умирает Звёздный Луч, ослабевший от старости и длительного перехода на новое место. Перед смертью он зовет к себе Огнезвёзда, Ежевику и Одноуса и назначает своим глашатаем последнего, смещая с этой должности Чернохвата, потому что тот может развязать ненужные войны. Когда Чернохват узнает о последней воле Звёздного Луча, он отказывается верить этому и обвиняет Огнезвёзда в преследовании собственных целей. Некоторые коты племени Ветра согласны с ним. Одноус назначает Хмуролику своим глашатаем.
Коршун возвращается с обследования острова и расписывает его в ярких красках, но Пятнистая Звезда соглашается с Невидимкой, потому что не все коты смогут перебраться на него. Мотылинка предлагает Листвичке немного мха с водой, но он пахнет странно. Кошки приходят к озерцу, в котором Речная целительница набрала воду, и находят на его дне тушку кролика. Вскоре племена расходятся по новым территориям, договорившись перед этим о примерных границах. Грозовое племя приходит в свой новый лагерь.
Кисточка отравляется водой, которую ей дала Мотылинка незадолго перед этим. Оказав помощь Кисточке, Листвичка отправляется в племя Ветра, потому что узнает, что двое старейшин Ветра тоже заболели. В соседском лагере она встречает Грача, но воин Ветра несколько странно ведет себя с ученицей целительницы.
Во сне к Ежевике и Коршуну начинает наведываться Звездоцап. Подходит время Совета, и по пути на него племена встречают двух одиночек. Они знакомятся: одиночек зовут Ромашка и Дымок. С ними живёт ещё одна кошка — Флосси. На Совете Ежевика и Коршун обсуждают Чернохвата, и Коршун выражает свою поддержку бывшему глашатаю Ветра. Мотылинка признается Листвичке, что не верит в Звёздное племя.
Во сне к Листвичке приходит Пестролистая и велит ей найти замену Лунному Камню, где племена могли бы общаться с предками. Медуница идет с ученицей целительницы, а Пестролистая ведет их. Они находят Лунное Озеро, которое как раз нужно для общения со Звёздным племенем. Листвичка приходит в племя Ветра сообщить Корявому о находке. Она также передает Грачу послание от Ласточки, которая просит воина не отворачиваться от жизни.
Невидимка приходит к Огнезвёзду и сообщает, что видела Коршуна переговаривающимся с Чернохватом, а в это утро он взял с собой патруль из самых преданных ему воинов и до сих не вернулся. Огнезвёзд созывает племя, а Листвичка рассказывает о своем давнем сне, в котором говорится, что кровь прольет кровь, и вода станет красной. Огнезвёзд отправляет патруль на территорию племени Ветра. В соседском лагере они застают схватку племени Ветра с заговорщиками. Чернохват убегает с поля боя, Коршун бросается следом.
В это время Листвичка рядом с Грозовым лагерем наталкивается на воинов Теней, которые сталкивают её с обрыва. Она отчаянно цепляется за край, и тут появляется Грач. Она просит его о помощи, и воин вытаскивает её. Он признается ей в любви.
Ежевика преследует Чернохвата и Коршуна. Он вступает в бой с Чернохватом и проигрывает, но Коршун приходит ему на помощь. Речной воин говорит, что заблуждался по поводу Чернохвата. Тот в это время опять бросается бежать, и на берегу озера на него падает дерево, сраженное молнией. Дерево прокладывает мост с берега на остров, делая его таким образом доступным для Советов. Племена же принимают упавшее дерево за знак Звёздного племени, что истинный предводитель племени Ветра — Одноус и что он должен получить имя Однозвёзд.

## История создания
Поскольку сначала второй цикл задумывался только из трёх книг, продолжение «Котов-Воителей» не планировалось, а заглавия «Полночь», «Восход луны» и «Рассвет» образовывали трио времён суток. Однако было решено продолжить цикл, и Виктории пришлось подбирать новой книге название, также отсылающее к времени суток и описывающее небо, в итоге книга получила название «Звёздный свет».
Во время создания новой книги Виктория решила позже вернуться к истории происхождения котов-воителей, что было реализовано в цикле «Начало Племён».
Книга вышла 4 апреля 2006 года в твердом переплете, также выпущена в мягкой обложке.

## Отзывы
«Звёздный свет» получил хорошие отзывы критиков. Рецензент журнала School Library Journal назвал роман «прекрасным исполнением». А рецензент Children's Literature отметил, что точки зрения персонажей были «умно написаны». AudioFile похвалил рассказчика версии аудиокниги.